# Manny Villar
Mannuel „Manny” Villar (ur. 13 grudnia 1949 w Manili), filipiński polityk i biznesmen, były deputowany i przewodniczący Izby Reprezentantów w latach 1998–2000, od 2001 senator i przewodniczący Senatu w latach 2006–2008, kandydat w wyborach prezydenckich w 2010.

## Życiorys
Manny Villar urodził się w 1949 w stolicy Filipin. W 1970 zdobył stopień licencjacki z administracji biznesu na Uniwersytecie Filipińskim, a trzy lata później stopień magistra w tej dziedzinie na tym uniwersytecie. Po ukończeniu studiów pracował jako księgowy w kilku firmach. Pracował również jako analityk finansowy, by w końcu założyć firmę deweloperską.
W 1992 zaangażował się w życie polityczne. Od 30 czerwca 1992 do 30 czerwca 2001 przez trzy kadencje zasiadał w filipińskiej Izbie Reprezentantów. Od 27 lipca 1998 do 13 listopada 2000 pełnił funkcję jej przewodniczącego. 30 czerwca 2001 objął mandat senatora, który sprawuje do dzisiaj. 26 lipca 2006 objął stanowisko przewodniczącego Senatu, które zajmował do 17 listopada 2008.
W latach 1992–1998 Manny Villar należał do partii Lakas-Chrześcijańsko-Muzułmańscy Demokraci (Lakas-Christian Muslim Democrats). Od 1998 do 2003 występował jako polityk niezależny. Od 2003 należy do Partii Narodowej (Nacionalista Party), na czele której stanął w 2004.
W maju 2010 był kandydatem w wyborach prezydenckich. Zajął trzecie miejsce z wynikiem 15% głosów poparcia, przegrywając z Benigno Aquino III (42%) i Josephem Estradą (26%)